# Stadio Armando Picchi
Das Stadio Armando Picchi  ist ein Fußballstadion mit Leichtathletikanlage in der italienischen Stadt Livorno, Region Toskana. Es ist die Heimstätte des Fußballvereins AS Livorno und bietet Platz für 19.238 Zuschauer. 

## Geschichte
Die Bauarbeiten für das vom Architekten Raffaello Brizzi geplante Stadion begannen 1933, als Livorno in die Serie A aufgestiegen war. 1935 wurde das Stadio Edda Ciano Mussolini durch eine Partie zwischen der B-Auswahl Italiens und der B-Auswahl Österreichs eingeweiht. Nach dem Zweiten Weltkrieg hieß es Yankee Stadium, da zu jener Zeit viele amerikanische Soldaten in Livorno stationiert waren, die im Stadion American Football spielten und ihre Militärparaden durchführten. Im Jahre 2000 erhielt die Spielstätte zu Ehren des Spielers Armando Picchi ihren aktuellen Namen.